# انیسه روضه نجار
انیسه روضه نجار ([أنيسة روضة نجار] Error: {{Lang-xx}}: متن دارای نشانه‌گذاری ایتالیک است (راهنما));(زاده: ۲۶ ژوئن ۱۹۱۳ - درگذشته: ۱۴ ژانویه ۲۰۱۶) از مشهورترین پیشتازان فعالیت اجتماعی به ویژه در امور زنان در لبنان بود. در سال ۲۰۱۳ میشل سلیمان رئیس‌جمهور سابق لبنان به او مدال ملی لبنان را اعطا نمود. همچنین وزارت ارتباطات لبنان یک تمبر پستی با نام و تصویر او چاپ کرد. انیسه در سال ۱۹۶۷ موفق به دریافت نشان قهرمانی لیاقت لبنان گردید. دختر وی بنام سنا در جریان بمباران روستای العبادیه توسط اسرائیل کشته شد.

## زندگی‌نامه
انیسه روضه نجار در ۲۶ ژوئن۱۹۱۳ در بیروت لبنان متولد شد. وی در سال ۱۹۳۶ از دانشگاه آمریکایی بیروت فارغ‌التحصیل شد و به عنوان رئیس هیئت تحریریه «العروة الوثقی» منصوب گردید.

## فعالیت‌ها
انیسه در سال ۱۹۵۳ به همراه افلین بسترس جمعیت بازسازی روستا را تأسیس کرد. او همچنین چند مرکز درمانی و مدرسه احداث نمود. انیسه اولین کسی بود که در سال ۱۹۵۳ پروژه رشد روستاها را در جهان عرب شروع کرد او در جنبش زنان نیز فعال بود و در کنفرانس‌های جهانی متعددی نمایندگی لبنان را بعهده داشت. در سال ۱۹۶۰ به عنوان نماینده هیئت‌های زنان لبنان در کمیته ملی یونسکو انتخاب و بمدت ۷ سال در این سمت بود. او در سال ۱۹۶۵ نمایندگی گروه جهانی آزادی و صلح را در کنفرانس ملل متحد در تهران بر عهده داشت و در کنفرانس گروه جهانی زنان برای صلح و آزادی در دهلی نو نیز به عنوان نماینده لبنان شرکت کرد.
انیسه همچنین عضو هیئتی بود که در سال ۱۹۸۵ با دبیرکل سازمان ملل متحد ملاقات نمود. این هیئت در اعتصابی که در همبستگی با فلسطینیان در لبنان برگزار شد شرکت داشت. وی در سال ۱۹۸۶ به عنوان رئیس هیئت‌های زنان غرب بیروت که جایگزین شورای زنان لبنان بود انتخاب گردید.

## درگذشت
انیسه نجار در ۱۵ ژانویه ۲۰۱۶ درگذشت.